# Moschea della Solidarietà islamica
La moschea della Solidarietà islamica (in somalo Masjidka Isbaheysiga) è la moschea più grande di Mogadiscio e una delle più grandi del Corno d'Africa. Può contenere fino a 10.000 persone.

## Storia
La moschea fu costruita nel 1987 con il sostegno finanziario del re Fahd dell'Arabia Saudita. Con lo scoppio nel 1991 della Guerra civile in Somalia l'edificio venne chiuso per riaprire nuovamente solo nel 2006, con l'ascesa al potere dell'Unione delle corti islamiche, la quale ha cercato di ricostruire alcune parti dell'edificio crollate durante la guerra.